# Martin Petráš
Martin Petráš (Bajmóc, 1979. november 2. –) szlovák válogatott labdarúgó.
A szlovák válogatott tagjaként részt vett a 2010-es világbajnokságon.

## Sikerei, díjai
Sparta Praha
- Cseh bajnok (2): 2002–03, 2004–05
- Cseh kupagyőztes (1): 2003–04

FBK Kaunas
- Litván bajnok (1): 2006

Hearts
- Skót kupagyőztes (1): 2005–06